# Leptophloeus clematidis
Leptophloeus clematidis là một loài bọ cánh cứng trong họ Laemophloeidae. Loài này được Erichson miêu tả khoa học năm 1846.